# Pista de hipismo da Ilha São João
A Pista de hipismo da Ilha São João é uma pista de hipismo que fica localizada dentro do Complexo Esportivo e de Lazer Prefeito Georges Leonardos, na Ilha São João, em Volta Redonda (Rio de Janeiro).
É nela que fica localizada a Escola de Hipismo de Volta Redonda, que é a única escola pública da modalidade no Brasil.